# 海岸線 (台湾)
海岸線（かいがんせん）は、台湾苗栗県竹南鎮の竹南駅から台中港駅を経て彰化県彰化市の彰化駅に至る台湾鉄路公司の鉄道路線。
台湾鉄路公司の西部幹線の一部として建設された。通称は海線。実際の運行形態は縦貫線を参照。

## 路線データ
- 管理者：台湾鉄路公司
- 路線距離（営業キロ）：竹南駅 - 彰化駅間 90.2km
- 軌間：1,067mm
- 駅数：18
- 複線区間：
  - 竹南 - 談文南（信）間 6.3km
  - 大山 - 白沙屯間 15.5km
  - 新埔 - 通霄間 5.8km
  - 苑裡 - 日南間 7.7km
  - 大甲 - 清水間 11.3km
  - 追分 - 彰化間 7.1km
- 電化区間：全線（交流25,000V、60Hz）
- 電報略号：ㄏㄞㄒ
- 開業日：1920年12月15日部分開業、1922年10月11日全線開業。

## 歴史
「縦貫線 (台湾鉄路管理局)#歴史」も参照
台湾総督府により台湾縦貫鉄道が計画された際に、内陸を通るルートと沿岸を通るルートの双方が比較された結果、台中市を経由する内陸ルートの方が旅客及び貨物の運輸需要が大きいこと、有事の際に艦砲射撃による被害を防止できることから内陸ルートで建設することが決定され、山線（現在の台中線）が建設された。
しかし、山間部を抜ける苗栗駅 - 豊原駅間には急勾配が存在し、輸送上のネックとなっていた。第一次世界大戦の影響を受けて貨物需要が増加すると縦貫線の輸送力不足が表面化し、運びきれなかった大量の貨物が駅に積み残される事態が発生した。1919年（大正8年）、当時の台湾総督明石元二郎は急勾配区間を通る列車を分散させて縦貫線の輸送力増強を図るため、平坦な海岸部に新線を建設することを決定した。
1920年（大正9年）12月25日、山線の王田駅（現在の成功駅）から清水駅までの通称・王田支線（現在は一部が成追線となっている）が開通し、1922年（大正11年）10月11日には海岸線の竹南駅 - 彰化駅間が全線開業した。それと同時に海岸線は縦貫線の一部に編入され、追分駅を設置、海岸線から彰化駅への直通運転を実現した。これにより貨物列車が急勾配区間を経由する必要がなくなり、台湾の南北輸送が大幅に改善された。
戦後は十大建設の一環で1978年10月に全線電化された:頁53-54。また、部分的な複線化もなされ、1974年7月に新埔と通霄間、苑裡と日南間および甲南（台中港）と清水間が:頁308,348、1977年2月11日に大甲と甲南間が、2008年1月25日に竹南から談文南（信）間が、2009年に大山から後龍間が複線化された。大甲以南では全線高架化および複線化が市長林佳龍によって提唱されたが、後任の盧秀燕就任後は進展していない。
談文・大山・新埔・日南・追分の5駅は日本統治時代からの木造建築駅舎が現存し、いずれも台中市政府および苗栗県政府の文化資産として登録されている。鉄道ファンからの人気も高く、「海線五寶」と総称されている。このほか、同じく戦前建築が残り、台湾歴史建築百景にも選出された清水駅舎や、使われなくなった白沙屯隧道群や、旧大安渓橋なども文化資産に指定されている。

## 運行形態
戦前は急行列車を含めた長距離列車の多くが海岸線を経由するなど実質的な縦貫線本線として扱われてきたが、戦後は電化の進展や山線（台中線）の路線改良により、山線が縦貫線のメインルートとして扱われている（対号列車の大部分が山線を経由している）。
- 区間車
  - 竹南鎮、通霄鎮、大甲区、沙鹿区、彰化市を中心に往復。
  - 1日数本は成追線を経由して台中線に直通運転。

- 対号列車
  - 莒光号や自強号が本路線を経由して、屏東・高雄～七堵・基隆間を運行している。
  - 一部列車は蘇澳や花蓮まで運行される。
  - 2010年12月22日のダイヤ改正で、本路線における復興号の運行は廃止された[15]

## 使用車両
- 自強号
  - E1000（プッシュプル方式）
  - EMU300
  - TEMU1000（毎日一往復)[16]
- 莒光号
- 区間車/区間快車
  - EMU500
  - EMU600
  - EMU700
  - EMU800

### 過去の使用車両
- 自強号
  - 電車
    - EMU100
    - EMU1200（2016年10月20日のダイヤ改正で北部から撤退し、彰化駅以南の運用になった[17]。）
    - TEMU2000 （台中線高架化に伴いホームとの段差が生じるため海線経由となっていたTEMU1000使用列車と入れ替わる形で乗り入れていたが[18]、2016年10月20日のダイヤ改正で海線から撤退し、TEMU1000復帰。）
- 復興号
- 区間車/区間快車
  - EMU400
- 普快車

## 駅一覧
- 線路 … ∥：複線区間、◇・｜：単線区間（◇は列車交換可能）、∨：ここより下は単線、∧：ここより下は複線
- 大肚渓北信号場、大肚渓南信号場、彰化駅は海岸線経由で距離を計算
- ※の駅は廃止された駅である。
- 背景色が■である部分は現在施設が供用されていない、または完成していないことを示す。

| 駅名            | 駅名           | 駅名                            | 駅間 キロ | 竹南 累計 キロ | 基隆 累計 キロ | 等級 | 接続路線・備考                                         | 線路 | 所在地 | 所在地 |
| 日本語          | 繁体字中国語   | 英語                            | 駅間 キロ | 竹南 累計 キロ | 基隆 累計 キロ | 等級 | 接続路線・備考                                         | 線路 | 所在地 | 所在地 |
| --------------- | -------------- | ------------------------------- | --------- | -------------- | -------------- | ---- | ------------------------------------------------------ | ---- | ------ | ------ |
| 竹南駅          | 竹南車站       | Zhunan                          | 0.0       | 0.0            | 125.4          | 一等 | 縦貫線と接続。台中線と分岐。                           | ∥    | 苗栗県 | 竹南鎮 |
| 談文駅          | 談文車站       | Tanwen                          | 4.5       | 4.5            | 129.9          | 招呼 |                                                        | ∥    | 苗栗県 | 造橋郷 |
| 談文南信号場    | 談文南號誌站   | South Tanwen Signal Station     | -         | 6.3            | 131.7          | 號誌 |                                                        | ∨    | 苗栗県 | 造橋郷 |
| 大山駅          | 大山車站       | Dashan                          | 6.7       | 11.2           | 136.6          | 甲簡 |                                                        | ∧    | 苗栗県 | 後龍鎮 |
| 後龍駅          | 後龍車站       | Houlong                         | 3.8       | 15.0           | 140.4          | 三等 |                                                        | ∥    | 苗栗県 | 後龍鎮 |
| 龍港駅          | 龍港車站       | Longgang                        | 3.6       | 18.6           | 144.0          | 招呼 |                                                        | ∥    | 苗栗県 | 後龍鎮 |
| 白沙屯駅        | 白沙屯車站     | Baishatun                       | 8.1       | 26.7           | 152.1          | 三等 |                                                        | ∨    | 苗栗県 | 通霄鎮 |
| 新埔駅          | 新埔車站       | Xinpu                           | 3.1       | 29.8           | 155.2          | 乙簡 |                                                        | ∧    | 苗栗県 | 通霄鎮 |
| 通霄駅          | 通霄車站       | Tongxiao                        | 5.8       | 35.6           | 161.0          | 三等 |                                                        | ∨    | 苗栗県 | 通霄鎮 |
| 苑裡駅          | 苑裡車站       | Yuanli                          | 6.1       | 41.7           | 167.1          | 三等 |                                                        | ∧    | 苗栗県 | 苑裡鎮 |
| 日南駅          | 日南車站       | Rinan                           | 7.7       | 49.4           | 174.8          | 乙簡 |                                                        | ∨    | 台中市 | 大甲区 |
| 大甲駅          | 大甲車站       | Dajia                           | 4.6       | 54.0           | 179.4          | 二等 | 甲后線（計画中）                                       | ∧    | 台中市 | 大甲区 |
| 台中港駅        | 臺中港車站     | Taichung Port                   | 5.3       | 59.3           | 184.7          | 二等 | 台中港線（貨物線）が分岐                               | ∥    | 台中市 | 清水区 |
| 清水駅          | 清水車站       | Qingshui                        | 6.0       | 65.3           | 190.7          | 三等 |                                                        | ∨    | 台中市 | 清水区 |
| 沙鹿駅          | 沙鹿車站       | Shalu                           | 3.2       | 68.5           | 193.9          | 二等 | 台中捷運：■藍線（計画中）                              | ◇    | 台中市 | 沙鹿区 |
| 龍井駅          | 龍井車站       | Longjing                        | 4.6       | 73.1           | 198.5          | 三等 |                                                        | ◇    | 台中市 | 龍井区 |
| 大肚駅          | 大肚車站       | Dadu                            | 5.0       | 78.1           | 203.5          | 三等 |                                                        | ◇    | 台中市 | 大肚区 |
| 追分駅          | 追分車站       | Zhuifen                         | 5.0       | 83.1           | 208.5          | 三等 | 成追線と接続                                           | ∧    | 台中市 | 大肚区 |
| ※大肚渓北信号場 | 大肚溪北號誌站 | Dadu River North Signal Station |           | 84.6           | 210.0          | 廃止 | 廃止。旧名南王田駅                                     |      | 台中市 | 大肚区 |
| 大肚渓南信号場  | 大肚溪南號誌站 | Dadu River South Signal Station | -         | 85.2           | 210.6          | 號誌 | 台中線と分岐                                           | ∥    | 彰化県 | 彰化市 |
| 金馬駅          | 金馬車站       | Jinma                           |           |                |                |      | 計画中 台中線、台中捷運：■緑線（彰化延伸線）（計画中） | ∥    | 彰化県 | 彰化市 |
| 彰化駅          | 彰化車站       | Changhua                        | 7.1       | 90.2           | 215.6          | 一等 | 縦貫線と接続                                           | ∥    | 彰化県 | 彰化市 |